# Amadeus Bodis
Reinhold Amadeus Bodis (* 25. September 1958 in Murrhardt im Rems-Murr-Kreis) ist ein deutscher Film- und Theaterschauspieler sowie Geräuschemacher.

## Leben
Nach seinem Abitur am Albert-Einstein-Gymnasium Ravensburg 1979 absolvierte Amadeus Bodis von 1981 bis 1983 eine Ausbildung zum Filmeditor und besuchte parallel die Bayerische Staatslehranstalt für Photographie. Danach war er als Geräuschemacher tätig und sammelte erste Erfahrungen als Synchronsprecher.
Von 2003 bis 2006 absolvierte Bodis eine private Schauspielausbildung bei Silvia de Leonardis. Seither spielte er auch in verschiedenen Münchner Ensembles, beispielsweise im Münchner Galerie Theater, im INTERIM-Theater, in der Pasinger Fabrik und im Theater Blaue Maus. Unter anderem spielte er auf der Bühne die Titelrollen in Faust und im Brandner Kasper.
Als Geräuschemacher wirkte er in mehreren Kino- und TV-Filmen mit, so für den Kinofilm Mozart in China aus dem Jahr 2007.
Bei Sturm der Liebe war er als Pharmavertreter „Martin Aumann“ zu sehen und übernahm außerdem die Rolle des Gynäkologen „Dr. Steffen Oestreich“ von Robinson Reichel.

## Filmographie
- 2013: Siemens – Siemens Compliance
- 2010–2011: Sturm der Liebe als Martin Aumann und Dr. Steffen Oestreich
- 2009: Aktenzeichen XY … ungelöst als Geldbote
- 2007: Marienhof als Anwalt Leonhard Winter
- 2006: Rettet die Weihnachtsgans
- 2006: Die Comedy-Falle